# Жорже Перейра да Сілва
Жорже Перейра да Сілва або просто Жоржиньйо (порт.-браз. Jorge Pereira da Silva / Jorginho; нар. 4 грудня 1985, Сан-Паулу, Бразилія) — бразильський футболіст, нападник.

## Життєпис
Футбольну кар'єру розпочав у 13-річному віці в юнацькій команді «Баїї», за яку виступав з 1998 по 2003 рік.
У 2004 році за порадою брата приєднався до японського клубу «Наґоя Ґрампус» з Джей-ліги 1. У тому ж році відзначився своїм першим голом в елітному дивізіоні японського футболу.
У 2005 році як перспективний молодий гравець приєднався до японського «Санфречче Хіросіма» (отримав категорію PRO C). Проте 3 місця для легіонерів майже завжди займали його співвітчизники, захисник Дініньйо, півзахисник Жуберт та нападник Галван, а в матчах, де Галван не зміг взяти участь, японські нападники, такі як Сато Хісато, Маеда Сюнсуке та Моріта Гохей, отримували перевагу, через що Жоржиньйо майже не виходив на поле.
У 2006 році підсилив «Токусіма Вортіс», у складі якого відзначився 100-м голом клубу в чемпіонатах Японії.
У 2007 році, після вдалого перегляду, підписав контракт з «Ґіфу». Допоміг команді вийти до Джей-ліги 2.
У 2008 році повернувся на батьківщину. Спочатку виступав за «Баїя», а згодом — за «Міксто». Сезон 2009 року розпочав у бразильському клубі «Агія Негра». За період виступів у трьох вище вказаних клубах демонстрував середню гольову результативність на рівні 0,5 голу за матч. По ходу сезону 2009 року знову виїхав за кордон, приєднався до «Аль-Мабарри» з Прем'єр-ліги Лівану. Протягом двох сезонів разом з командою також виступав у кубку Лівану та Лізі чемпіонів арабських держав. У 2011 році переїхав на Мальту, де уклав договір з представником Прем'єр-ліги «Кормі», у футболці якого відзначився 19-ма голами в 29-ти матчах. По ходу вище вказаного сезону залишив команду, тренувався разом з «Авіспа Фукуокою», але пропозицію по контракту так і не отримав. Натомість 2012 року уклав договір з угорським клубом «Кечкемет». Потім був близьким до підписання угоди з болівійським «Блумінгом». Проте вже в 2013 року повернувся до «Кормі».
Напередодні старту сезону 2014/15 років перебрався до «Гіберніанс», де став одним з найрезультативніших нападників Прем'єр-ліги. Також допоміг команді виграти чемпіонський титул. Разом з партнером по команді Едсонос Луїсом став найкращим бомбардиром турніру. Допоміг клубу вийти до другого кваліфікаційного раунду Ліга чемпіонів 2015/16, в якому відзначився голами в обох матчах проти Маккабі (Тель-Авів). У 2017 році відправився в оренду до саудівського «Аль-Халіджа».
У 2018 році повернувся на Мальту, де став гравцем «Гзіри Юнайтед». У своєму першому ж матчі за нову команду відзначився дебютним голом, у Лізі Європи у воротах «Сан-Жулії». 
8 січня 2019 року підписав контракт з «Біркіркарою».

## Особисте життя
Жоржиньйо — молодший брат колишнього професіонального футболіста Уеслея, який також грав на позиції нападника. Уеслей виступав за бразильські команди «Фламенгу», «Сан-Паулу», «Інтернасьйонал» та «Атлетіку Мінейру», а також чудово проявив себе в японських клубах «Наґоя Ґрампус», «Санфречче Хіросіма» й «Ойта Трініта».

## Статистика виступів

### Клубна (в Японії)
| Клубні виступи | Клубні виступи       | Клубні виступи          | Ліга  | Ліга | Кубок                   | Кубок                   | Кубок ліги      | Кубок ліги      | Загалом | Загалом |
| Сезон          | Клуб                 | Ліга                    | Матчі | Голи | Матчі                   | Голи                    | Матчі           | Голи            | Матчі   | Голи    |
| Японія         | Японія               | Японія                  | Ліга  | Ліга | Кубок Імператора Японії | Кубок Імператора Японії | Кубок Джей-ліги | Кубок Джей-ліги | Загалом | Загалом |
| -------------- | -------------------- | ----------------------- | ----- | ---- | ----------------------- | ----------------------- | --------------- | --------------- | ------- | ------- |
| 2004           | «Наґоя Ґрампус»      | Джей-ліга 1             | 8     | 2    | 0                       | 0                       | 2               | 0               | 10      | 2       |
| 2005           | «Санфречче Хіросіма» | Джей-ліга 1             | 4     | 0    | 0                       | 0                       | 1               | 0               | 5       | 0       |
| 2006           | «Токусіма Вортіс»    | Джей-ліга 2             | 34    | 8    | 0                       | 0                       | -               | -               | 34      | 8       |
| 2007           | «Ґіфу»               | Японська футбольна ліга | 27    | 8    | 2                       | 0                       | -               | -               | 29      | 8       |
| Загалом        | Загалом              | Загалом                 | 73    | 18   | 2                       | 0                       | 3               | 0               | 78      | 18      |